# Eurytyloides zinovjevi
Eurytyloides zinovjevi är en stekelart som beskrevs av Manukyan 1995. Eurytyloides zinovjevi ingår i släktet Eurytyloides och familjen brokparasitsteklar. Inga underarter finns listade i Catalogue of Life.